# Sapromyza vittata
Sapromyza vittata är en tvåvingeart som först beskrevs av Frey 1917.  Sapromyza vittata ingår i släktet Sapromyza och familjen lövflugor. Inga underarter finns listade i Catalogue of Life.